# Kai Zimmer

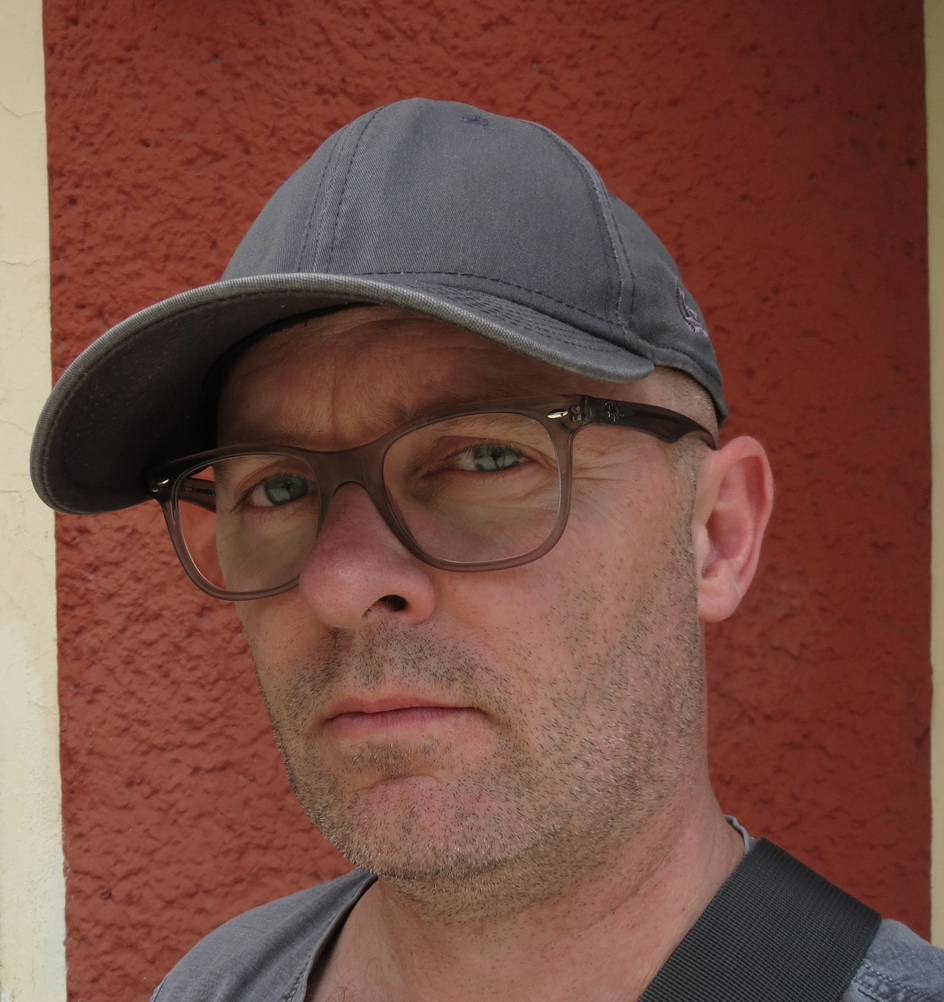
Kai Zimmer (2014)

Kai Zimmer (* 7. Juni 1964 in Kiel) ist ein deutscher Medienkünstler.

## Leben und Werk
Kai Zimmers Arbeiten, in denen es um die Analyse von Kultur und Geschichte geht, bestehen aus Found Footage, TV-Schnipseln, Dokumenten und selbst gedrehtem Material, das zu rhythmischen, oftmals hypnotischen Montagen organisiert wird.
Zimmer lebt in Berlin.

## Auszeichnungen / Preise / Stipendien
- Nominierung zum 1. Deutschen Videokunstpreis, ZKM Karlsruhe (1992)
- Arbeitsstipendium beim 6. Marler Videokunst-Preis (1994)
- Nominierung zum Internationalen Videokunstpreis, ZKM Karlsruhe (1994)
- Gottfried-Brockmann-Preis der Landeshauptstadt Kiel (1999)
- 3. Jury Preis short cuts cologne Kurzfilmfestival (2002)
- Arbeitsstipendium Künstlerhaus Lauenburg/Elbe (2002-03)
- Nominierung zum Berlin Art Prize (2014)
- Marler Videokunst-Preis (2014)

## Arbeiten (Auswahl)
- Like a complete unknown, Fotografie (seit 1993)
- One Minute in America, Video (1993)
- Seven Minutes in America, Video (1995)
- Tvoyeur, Video (1995)
- Two Minutes in America, Video (1996)
- 3 Minutes in America, Video (1996)
- Kombination 1, Installation (1999)
- Powercut, Mixed Media (seit 1999)
- Zimmer Frei, Fotografie (seit 1999)
- End of the story, Video (2000)
- Transitions, Video (2002)
- Fluss, Video (2003)
- Taumel, Video (2008)
- Revolution 18, Video (2012/14)
- Kantdada, Video (2013)
- On Horseback, Video (2014)
- Findings, Video (2014/18)
- Flanders Series, Fotografie (seit 2015)
- Disciplina, Video (2018)
- Ritual, Video (2019)
- Vertige Noir (Video, 2022)
- Revolution 18 (Video, 2022)
- Récapitulation (Video, 2023)

## Ausstellungen (Auswahl)
- "World wide tuned parking lot", Galerie Escale, Düsseldorf (1997)
- "Videoarbeiten 1990-97", Bahnwärterhaus, Galerie der Stadt Esslingen (1998)
- "No Questions", Galerie Escale, Düsseldorf (1999)
- "15 jähriges Dienstjubiläum", Künstlerhaus Lauenburg/Elbe (2003)
- „Peut-être“, Galerie Berliner Parkstudio, Berlin (2005)
- "20", Werkschau, Kino in der Pumpe, Kiel (2008)
- "Notizen", Overbeck Gesellschaft, Lübeck (2008)
- "On Horseback", Videoinstallation und Werkschau, Galerie und Kino in der Pumpe, Kiel (2014)

## Werke in Sammlungen
- Stadtgalerie Kiel
- Kunsthalle zu Kiel
- Galerie der Stadt Esslingen am Neckar
- Ministerium für Justiz, Kultur und Europa des Landes Schleswig-Holstein
- Investitionsbank Berlin
- Skulpturenmuseum Glaskasten Marl
- Neuer Berliner Kunstverein